# Выборы в Канаде
Парламент Канады (англ. Parliament of Canada, фр. Parlement du Canada) состоит из двух палат. Палата общин (англ. House of Commons, фр. Chambre des communes) включает 335 депутатов, избираемых на срок максимальной продолжительностью в пять лет в униноминальных избирательных округах (то есть представленных одним лицом). Сенат состоит из 105 сенаторов, назначаемых генерал-губернатором по совету премьер-министра (за исключением Альберты, где проводятся выборы номинантов в Сенат Канады).
Хотя в настоящее время в Парламенте Канады представлены 5 партий, лишь две из них доминируют в Канаде и после канадской конфедерации 1867 правили страной по очереди: это Консервативная и Либеральная партии. Однако после канадских федеральных выборов 2011 впервые при большинстве Консервативной партии официальной оппозицией стала Новая демократическая партия (НДП), а Либеральная партия потеряла значительное число кресел в Палате общин.
За своего местного депутата, заседающего в Палате общин, канадцы голосуют с использованием одномандатного мажоритарного голосования в один тур. Канадцы не голосуют непосредственно за премьер-министра и также не избирают сенаторов.
Между двумя всеобщими выборами могут проводиться частичные выборы, когда какое-либо место становится вакантным. Объявление частичных выборов является прерогативой премьер-министра. Федеральное правительство также может объявлять референдумы государственного масштаба по важным вопросам. Последний национальный референдум был проведён в 1992 по вопросу о конституционных изменениях, предложенных Шарлоттаунским соглашением. В этом случае в предвыборной кампании особенно доминировал один вопрос и, в некотором смысле, выборы де-факто стали референдумом. Самый недавний пример — это выборы 1988, которые рассматривались большинством партий и наблюдателей как референдум по вопросу о соглашении о свободной торговле с США.
Многие десятилетия процент участия в выборах находится в постоянном падении, хотя на последних выборах он вырос на 4 процентных пункта. В настоящее время на федеральных выборах примерно 60 % зарегистрированных избирателей осуществляют своё избирательное право, но эта цифра составляет примерно 50 % взрослого населения, обладающего таким правом.
Последние всеобщие выборы прошли досрочно 20 сентября 2021 года.

## Выборы в назначенный день
Со вступлением в силу закона, изменяющего Избирательный закон Канады (закон C-16, принятый в 2006) федеральные выборы в Канаде должны проходить в назначенный день: в третий понедельник октября четвёртого календарного года после дня последних всеобщих выборов.
Между тем, избирательный закон предусматривает, что генерал-губернатор в совете может распустить Парламент, когда сочтёт это уместным. Поэтому на деле досрочные выборы могут быть назначены:
- по требованию премьер-министра;
- вследствие вотума доверия федеральных депутатов, окончившегося неблагоприятно для действующего правительства.

К настоящему моменту не состоялось ни одних федеральных выборов в назначенный день, так как канадские федеральные выборы 2008 были объявлены по требованию премьер-министра, а канадские федеральные выборы 2011 — в силу отрицательных результатов вотума доверия.

### До 2006 года
Премьер-министр почти в любое время мог попросить генерал-губернатора объявить о выборах; однако в соответствии со статьёй 4 Канадской хартии прав и свобод выборы должны быть проведены не позднее чем через пять лет, считая со дня, установленного для пересылки документов о прошлых всеобщих выборах. Такое же обязательство применяется и во всех провинциях и территориях.
Это ограничение строго применяется к продолжительности полномочий законодательного органа или собрания: законодательный орган не считается «формируемым» до пересылки документов о всеобщих выборах и прекращает существовать в момент своего роспуска. Таким образом, может случиться, что срок между двумя днями выборов будет составлять более пяти лет, как это было между 1930 и 1935.
Также, выборы могут быть отложены в случае войны или восстания. На эту возможность сослался премьер-министр Роберт Борден, для того чтобы отодвинуть дату федеральных выборов примерно на год во время Первой мировой войны. После того эта возможность использовалась лишь два раза, и оба раза — провинциальными правительствами. Онтарио отложило свои выборы на несколько недель через год после перемирия в 1918. Саскачеван стал единственной провинцией, отодвинувшей всеобщие выборы из-за Второй мировой войны; однако голосование прошло в 1944 (через шесть лет после предыдущих выборов).
Правительства традиционно работают примерно четыре года между выборами, но при либеральном правительстве Жана Кретьена в 1990-х выборы объявлялись в среднем каждые три с половиной года. Вообще, партии ожидают конца пятилетнего срока полномочий лишь тогда, когда они думают о своём поражении и надеются (чаще всего напрасно), что задержка приведёт к благоприятным для них переменам.
Обычно выборы проходят осенью или весной. Это освобождает от проблем, связанных с зимними выборами, когда посторонние занятия находятся во власти непредсказуемого климата. Это также освобождает проведения выборов летом, когда много канадцев находится в отпуске и немногие склонны голосовать.

## Продолжительность предвыборных кампаний
Продолжительность предвыборных кампаний может различаться, но Избирательный закон Канады предусматривает минимальную продолжительность в 36 дней. Никакой максимальный предел продолжительности предвыборной кампании не определён. Однако статья 5 Канадской хартии прав и свобод оговаривает, что Парламент заседает, по меньшей мере, один раз в каждые двенадцать месяцев; таким образом, предвыборная кампания должна завершиться вовремя, чтобы предписания были выполнены и парламентская сессия началась через двенадцать месяцев после последнего заседания. Федеральные выборы должны проходить в понедельник (или вторник, если понедельник является праздничным днём).
Самая продолжительная избирательная кампания проходила перед выборами 1926 и продлилась 74 дня начиная с дела Кинга — Бинга. До принятия закона, устанавливающего минимум в 36 дней, прошли шесть выборов с более короткой продолжительностью; последними из них были выборы 1904 за несколько десятилетий до принятия закона.
Вообще, продолжительность кампании ограничивает премьер-министр, поскольку это позволено ему по закону, потому что расходы партий строго ограничены Избирательным законом, не предусматривающим, впрочем, никаких мер за увеличение расходов в случае более долгой кампании. Выборы 1997, 2000 и 2004 имели минимальную продолжительность в 36 дней, что привело к путанице, что предвыборная кампания обязательно должна длиться ровно 36 дней. Однако до 1997 средняя продолжительность предвыборной кампании была намного больше: не считая выборов 1993 продолжительностью 47 дней, самая короткая предвыборная кампания после Второй мировой войны составила 57 дней, а некоторые превысили и 60 дней.
С приближением объявления 39-х федеральных выборов многие бросились спекулировать на тему потенциальной продолжительности кампании, особенно когда стало ясно, что выборы будут назначены на неделе перед рождественским отпуском 2005. В 1979 правительство Джо Кларка, свергнутое 12 декабря того же года, установило последующую предвыборную кампанию в 66 дней, что было последним случаем прохождения предвыборной кампании в рождественскую пору; ничего не мешало столь же долго продлиться кампании 2006. В конце концов, выборы 2006 были назначены 29 ноября 2005 на 23 января 2006 — с предвыборной кампанией в 55 дней.

## Список выборов
Следующий список разделён на характерные периоды канадской политической жизни.

### С 1867 по 1891: Канада делает свои первые шаги
На протяжении 24 из 29 лет этого периода власть находилась у консерваторов, которые потеряли её лишь один раз в 1874. Либералы являются ещё не настоящей политической партией, а лишь суммой интересов, противоположных правительству Конфедерации, в том числе финансовых интересов колонии и католической церкви в Квебеке.
- 1867 — 1-е всеобщие выборы: Консервативная партия Канады под руководством Джона А. Макдональда избирается и образовывает первое правительство большинства в Канаде, побеждая либералов и их фактического главу Джорджа Брауна.
- 1872 — 2-е всеобщие выборы: консерваторы Макдональда переизбираются со вторым большинством, побеждая либералов и их фактического главу Эдварда Блейка.
- 1874 — 3-е всеобщие выборы: к власти с очередным большинством приходит Либеральная партия под руководством Александра Макензи. Либералы Макензи формируют правительство после того, как причастность консервативного правительства к Тихоокеанскому скандалу заставила премьер-министра Макдональда уйти в отставку в 1873.
- 1878 — 4-е всеобщие выборы: консерваторы под руководством Макдональда одерживают победу над либералами Макензи, предоставляя Макдональду руководить своим третьим правительством большинства. Национальная политика (National Policy) Макдональда, превозносившая протекционистский подход для развития канадской экономики, высоко оценивается возвратившимися к власти консерваторами.
- 1882 — 5-е всеобщие выборы: консерваторы Макдональда переизбираются с четвёртым большинством, побеждая либералов Эдварда Блейка.
- 1887 — 6-е всеобщие выборы: консерваторы Макдональда переизбираются с пятым большинством, побеждая либералов Блейка.
- 1891 — 7-е всеобщие выборы: консерваторы Макдональда переизбираются с шестым большинством, побеждая либералов и их нового главу Вильфрида Лорье; это последние выборы Макдональда, который вскоре умирает. Его сменяют четыре консервативных главы: Сэр Джон Эббот, Сэр Джон Томпсон, Сэр Макензи Боуэлл и Сэр Чарльз Таппер. Все из них, кроме Таппера, умирают в должности.

### С 1896 по 1917: Канада вовлечена в волнения Старого света
Сэр Вильфрид Лорье делает устойчивым основание либеральной партии, становящейся настоящей партией на тех же основаниях, как и консерваторы, что приносит ему четыре последовательных большинства. Этот период характеризуется восхождением Лорье в либеральной партии, который уступит бразды правления партией своему преемнику лишь в 1919. За этот период Канада многократно разделяется на два противоположных лагеря по разделительной линии этнического характера: с одной стороны оказываются англоязычные империалисты, выступающие за деятельную поддержку Канадой Великобритании, а с другой — франкоканадские националисты, требующие большей автономии Канады в ведении своих иностранных дел. Это расслоение обостряется англо-бурской войной 1899 и ещё более резко при постановке вопроса об участии Канады в Первой мировой войне. Именно такое расслоение имеет место при правительстве Лорье в 1911, когда его предложение построить военно-морской флот для поддержки Англии в её гонке вооружений с Германией рассматривалось как очень малый шаг англоканадцами и как слишком решительная мера — франкоканадцами. Но это лишь обсуждение Первой мировой войны, которая возымеет самые болезненные последствия, что приведёт к значительнейшему этническому расколу в истории Конфедерации: в 1917 будет объявлен призыв на военную службу, потом горькие выборы, изолировавшие либералов Лорье, представлявших большинство Квебека и противостоявших призыву и юнионистскому правительству премьер-министра Бордена.
- 1896 — 8-е всеобщие выборы: Либеральная партия Вильфрида Лорье избирается и формирует правительство большинства, побеждая консерваторов премьер-министра Чарльза Таппера.
- 1900 — 9-е всеобщие выборы: либералы Лорье переизбираются со вторым большинством, побеждая консерваторов Таппера.
- 1904 — 10-е всеобщие выборы: либералы Лорье переизбираются с третьим большинством, побеждая консерваторов Роберта Бордена.
- 1908 — 11-е всеобщие выборы: либералы Лорье переизбираются с четвёртым большинством, побеждая консерваторов Бордена.
- 1911 — 12-е всеобщие выборы: консерваторы под руководством Бордена избираются правящим большинством, побеждая либералов Лорье. Выборы касаются либерального предложения свободной торговли с США, и консервативное обещание протекционистской экономической политики играет в пользу консерваторов Бордена. Лорье также отталкивает от себя поддержку провинции Квебек и националистов Анри Бурасса своим предложением создать имперский военно-морской флот: этого слишком мало для англоканадцев и слишком много для франкоканадцев.
- 1917 — 13-е всеобщие выборы: консерваторы Бордена переизбираются с большинством в юнионистской пропризывной коалиции, состоящей из консерваторов и бывших либералов. Юнионисты одерживают победу над антипризывными либералами Лорье в самой горестной предвыборной кампании Канады. Большинство либералов Лорье происходят из Квебека, откуда лишь трое депутатов были избраны под знаменами юнионисткого правительства.

### С 1921 по 1962: Канада утверждает себя
Этот период отмечен правлением Уильяма Лайона Макензи Кинга. Либералы владели властью на протяжении 31 года против 11 — у консерваторов. Этот период характеризуется спадом империализма и подъёмом автономных поползновений как у консервативных премьер-министров, так и у либералов. В 1931 Канада получает суверенитет: с тех пор она может сама определять свою внешнюю политику. Этот период вначале отмечен периодом между первой и второй мировыми войнами, когда правительство Макензи Кинга не оказывает сопротивления Великой депрессии. Либеральная партия вернётся к власти в 1935, прямо перед тем, как Канада погрузится во Вторую мировую войну. Когда Кинг уходит в отставку в 1948, его преемник даёт такую ориентацию канадской внешней политики, которую называю сегодня «золотым веком канадской дипломатии». Кубинский ракетный кризис, который заставляет Канаду спросить себя о своей позиции по вопросу о ядерных боеголовках, предвещает конец консервативного правительства меньшинства Джона Дифенбейкера.
- 1921 — 14-е всеобщие выборы: Либеральная партия под руководством Макензи Кинга избирается правящим меньшинством, побеждая консервативного премьер-министра Артура Мейена, сменившего Роберта Бордена в 1920; консерваторы занимают третье место в Палате общин. Однако главой оппозиции становится Мейен после отказа Прогрессивной партии от звания официальной оппозиции.
- 1925 — 15-е всеобщие выборы: консерваторы Мейена получают больше мест, чем либералы Кинга, которые, однако, цепляются за власть с помощью прогрессистов Роберта Форка. Менее чем через год прогрессисты перестают поддерживать осыпанных скандалами либералов, что приводит впоследствии к первому конституционному кризису Канады. Когда генерал-губернатор Канады лорд Бинг отказывается распускать Парламент и просит главу официальной оппозиции Артура Мейена сформировать правительство, Макензи Кинг уходит в отставку, оставляя Канаду на время без правительства. Тогда консерваторы формируют правительство, но четырьмя днями позже оказываются смещены. Тогда объявляются выборы 1926.
- 1926 — 16-е всеобщие выборы: либералы Кинга одерживают победу над консерваторами Мейена правящим большинством в либерально-прогрессивной коалиции. Кинг строит кампанию (и с успехом) на конституционном кризисе и вопросе о полномочиях генерал-губернатора. См. также Дело Кинга — Бинга.
- 1930 — 17-е всеобщие выборы: консерваторы Ричарда Бэдфорда Беннета избираются правящим большинством, побеждая либералов Макензи Кинга.
- 1935 — 18-е всеобщие выборы: после бурных лет Великой депрессии либералы Макензи Кинга избираются правящим большинством, побеждая консерваторов Беннета.
- 1940 — 19-е всеобщие выборы: Либеральная партия Макензи Кинга переизбирается вторым последовательным правящим большинством, побеждая Партию национального управления Роберта Мэниона — попытку воссоздать Юнионистскую партию Роберта Бордена времён Первой мировой войны. В ходе Второй мировой войны, начатой в предыдущем году, в Квебеке Либеральная партия также строит свою кампанию на обещании не объявлять в стране призыв на военную службу во второй раз.
- 1945 — 20-е всеобщие выборы: либералы Макензи Кинга переизбираются третьим последовательным правящим большинством, побеждая только что переименованную Прогрессивно-консервативную партию под руководством Джона Брэкена. Подъём в общественном мнении Cooperative Commonwealth Federation, прародителя НДП, благодаря популярности его обещаний по поводу социальной политики, вынуждает либералов править немного левее, что конкретно выражается в создании в Канаде социального государства.
- 1949 — 21-е всеобщие выборы: либералы под руководством премьер-министра Луи Сен-Лорана переизбираются правящим большинством, побеждая прогрессистов-консерваторов Джорджа Дрю.
- 1953 — 22-е всеобщие выборы: либералы Луи Сен-Лорана переизбираются правящим большинством, побеждая прогрессистов-консерваторов Джорджа Дрю.
- 1957 — 23-е всеобщие выборы: Прогрессивно-консервативная партия под руководством Джона Дифенбейкера избирается правящим меньшинством, побеждая либералов Луи Сен-Лорана.
- 1958 — 24-е всеобщие выборы: прогрессисты-консерваторы Дифенбейкера переизбираются в этот раз с самым значительным большинством в канадской истории, побеждая либералов и их нового главу Лестера Б. Пирсона. Политическая машина Национального союза Мориса Дюплесси в Квебеке была предоставлена во временное пользование прогрессистам-консерваторам, что позволило консерваторам преодолеть своё квебекское отставание, унаследованное от кризиса призыва на военную службу 1917, и победить в традиционно либерально настроенном Квебеке.
- 1962 — 25-е всеобщие выборы: Прогрессивно-консервативная партия Дифенбейкера переизбирается правящим меньшинством. Этот созыв много занимался вопросом о ядерных баллистических ракетах, когда в Палату общин внесли соответствующее предложение, и Палата лишила консервативное правительство Джона Дифенбейкера своего доверия.

### С 1963 по 1988: Канада и «French Power»
Этот период отмечен, главным образом, двумя фигурами: Пьером Трюдо и Брайаном Малруни. Это будет началом сорока лет конституционного обсуждения, достигшего высшей точки во время квебекского референдума 1980 по вопросу о суверенитете или объединении и особенно при репатриации конституции 1982 после многолетних отсрочек этого момента. Таким образом, Канада становится реально независимой страной. В 1965 при Лестере Пирсоне принимается канадский флаг, а вопрос о свободной торговле, способствовавший поражению либералов Вильфрида Лорье, является главным достижением Брайана Малруни. Перед тем как разделиться на реформистскую и прогрессивно-консервативную партии (последняя с 1942 по сути является федеральной консервативной партией), канадские правые партии меняют политику на неолиберальную.
- 1963 — 26-е всеобщие выборы: Либеральная партия Лестера Пирсона избирается правящим меньшинством, побеждая прогрессистов-консерваторов Дифенбейкера. Современный канадский флаг был принят именно во время первого срока Лестера Пирсона, заменив Red Ensign.
- 1965 — 27-е всеобщие выборы: либералы Пирсона переизбираются вторым правящим меньшинством, побеждая прогрессистов-консерваторов Дифенбейкера.
- 1968 — 28-е всеобщие выборы: на Канаду обрушивается трюдомания, и либералы под руководством премьер-министра Пьера Трюдо переизбираются правящим большинством, побеждая прогрессистов-консерваторов Роберта Стэнфилда.
- 1972 — 29-е всеобщие выборы: либералы Трюдо переизбираются, на этот раз правящим меньшинством, опережая прогрессистов-консерваторов Стэнфилда лишь на два места.
- 1974 — 30-е всеобщие выборы: либералы Трюдо переизбираются правящим большинством, побеждая прогрессистов-консерваторов Стэнфилда.
- 1979 — 31-е всеобщие выборы: прогрессисты-консерваторы под руководством Джо Кларка избираются правящим меньшинством, побеждая либералов Трюдо, несмотря на менее значимое число голосов. Прогрессисты-консерваторы получают самое большое число голосов в семи провинциях, но либералы значительно опережают их в Квебеке. Преждевременное падение правительства после всего лишь 9 месяцев у власти вновь погружает Канаду в выборы.
- 1980 — 32-е всеобщие выборы: Либеральная партия под руководством Пьера Трюдо избирается правящим большинством, побеждая Прогрессивно-консервативную партию Джо Кларка. Этот четвёртый срок Пьера Трюдо будет характеризован репатриацией конституции и принятием Хартии прав и свобод личности.
- 1984 — 33-е всеобщие выборы: прогрессисты-консерваторы под руководством Брайана Малруни одерживают победу над либералами премьер-министра Джона Тёрнера, получив самое большое число мест в истории Канады. Эти выборы являются историческими с двух точек зрения: речь идёт одновременно о лучшем результате прогрессистов-консерваторов (211 мест) и о худшем результате либералов (40 мест).
- 1988 — 34-е всеобщие выборы: прогрессисты-консерваторы Малруни переизбираются вторым правящим большинством. Как и в 1911, в кампании преобладает вопрос о свободной торговле с США. Крупный успех Новой демократической партии (43 места, лучший результат в её истории) и её главы Эда Бродбента имеет следствием разделение голосов «против свободной торговли», что благоприятствует переизбранию консерваторов Малруни.
- 1989 год . Выборы номинантов в Сенат от Альберты дали преимущество члену партии Реформ.

### С 1993 по 2011: Канада пересматривает свою политическую карту
Выборы 1993 стали примером крупнейшего колебания политической почвы в истории Конфедерации: консерваторы вычеркнуты с политической карты, имея лишь двух депутатов, НДП теряет своё положение официальной оппозиции, и двое новорождённых: Реформистская партия и Квебекский блок — обеспечивают оппозицию либеральным правительствам Жана Кретьена (Блок формирует официальную оппозицию в 1993; Реформистская партия — в 1997 и после превращения в Канадский союз в 2000). Период отмечен десятилетним разделением правых партий, приносящим пользу либералам Жана Кретьена. Недостаток борьбы и вопрос о национальном единстве (второй квебекский референдум проведён в 1995) являются двумя исключительно важными проблемами 1990-х годов. Воссоединение правых партий в 2003 будет стоить либералам их парламентского большинства, а затем и власти в течение четырёх лет. Начиная с 1993 Квебек преобладает над всеми провинциями по количеству в Оттаве депутатов Квебекского блока.
- 1993 — 35-е всеобщие выборы: либералы под руководством Жана Кретьена избираются правящим большинством, побеждая прогрессистов-консерваторов премьер-министра Ким Кэмпбелл. Выборы радикально меняют политический пейзаж; официальную оппозицию формирует сепаратистская партия Квебекский блок, основанная бывшим министром Малруни Люсьеном Бушаром, тогда как третье место выпадает на долю новой Реформистской партии Престона Мэннинга. Новодемократы Одри Маклаклин и прогрессисты-консерваторы Кэмпбелл отмечают худшие в истории результаты, получив 9 мест и 2 места, соответственно.
- 1997 — 36-е всеобщие выборы: либералы Жана Кретьена переизбираются вторым правящим большинством. Реформисты Мэннинга формируют официальную оппозицию, а вслед за ними идёт Квебекский блок как третья по значению партия в Палате общин. Прогрессисты-консерваторы со своим новым главой Жаном Шаре, надеясь вернуться на своё место естественной альтернативы либералам, получают почти столько же голосов, как и Реформистская партия Мэннинга, но занимает места всего лишь треть из них (всего 20).
- 2000 — 37-е всеобщие выборы: Либеральная партия Жана Кретьена переизбирается третьим правящим большинством, побеждая Стокуэлла Дея и Канадский союз — попытку объединить Реформистскую и Прогрессивно-консервативную партии. Бывший премьер-министр Джо Кларк приводит прогрессистов-консерваторов к результату, полученному на предыдущих выборах, но ему удаётся сохранить 12 мест, необходимых для официального признания в качестве партии в Палате общин.
- 2004 — 38-е всеобщие выборы: либералы премьер-министра Пола Мартина переизбираются, на этот раз правящим меньшинством, побеждая Консервативную партию Стивена Харпера, бывшего главы Канадского союза, руководящего продуктом объединения прогрессистов-консерваторов и союзников. Это первый раз за 10 лет, когда Либеральная партия выступает против правых партий, объединённых под одними знамёнами. Новая демократическая партия Джека Лейтона получает 1 место, чего не хватает для удержания баланса власти в Палате и что приводит к особенной неустойчивости созыва. Квебекский блок под руководством Жиля Дюсепа, до этого постепенно ослабевавший от выборов к выборам, получает в Квебеке новый прилив сил, благодаря скандалу финансирования, витающему над 38-м канадским созывом.
- 2006 — 39-е всеобщие выборы: консерваторы Стивена Харпера избираются правящим меньшинством, побеждая либералов Мартина с опережением в 21 место. Блок сохраняет большинство мест, тогда как новодемократы улучшают свои результаты, но остаются на четвёртом месте.
- 2008 — 40-е всеобщие выборы: консерваторы Стивена Харпера переизбираются правящим меньшинством, побеждая либералов Стефана Диона. Блок сохраняет большинство мест, тогда как новодемократы улучшают свои результаты, но остаются на четвёртом месте.
- 2011 — 41-е всеобщие выборы: консерваторы Стивена Харпера переизбираются правящим большинством. Эти выборы полностью изменили политическую карту: Квебекский блок потерял 43 кресла из 47, а НДП увеличила представительство в провинции Квебек с 1 до 59 депутатов. Впервые избран «зелёный» депутат.

## Провинциальные выборы
Приведённый обзор включает список последних провинциальных и территориальных всеобщих выборов. Победившая партия указана полужирным шрифтом и цветной полосой слева в таблице. В обзоре указаны лишь результаты выборов, а не современный состав различных законодательных органов: современное состояние может быть рассмотрено только в отдельных статьях о соответствующих выборах.
В большинстве случаев провинциальные партии не объединены со своими федеральными омонимами. В частности, Либеральная партия в Британской Колумбии полностью независима от федеральных либералов и идейно более близка к федеральной Консервативной партии, тогда как НДП в Британской Колумбии, хоть и входила всегда в состав большого федерального брата, более умеренна по сравнению с другими НДП, а некоторые из её членов на федеральном уровне являются приверженцами либералов. В Квебеке Либеральная партия также больше не объединена с федеральной Либеральной партией уже несколько десятилетий, и их идеологии часто расходятся (хотя и не так явно, как в Британской Колумбии). Таким образом, названия партий могут ввести в заблуждение при сравнении сил на федеральной политической сцене.
| Провинция               | Дата       | Дата |                            |             |         |     |                                                                                | Всего мест |
| Провинция               | Дата       | Дата | Консервативная             | Либеральная | Зелёная | НДП | Другие                                                                         | Всего мест |
| Британская Колумбия     | 9.05.2017  |      |                            | 43          | 3       | 41  |                                                                                | 87         |
| Альберта                | 5.05.2015  |      | 10                         | 1           |         | 54  | 21 (Партия Уайлдроуз) 1 (Партия Альберты)                                      | 87         |
| Саскачеван              | 4.04.2016  |      | 51 (Саскачеванская партия) |             |         | 10  |                                                                                | 61         |
| Манитоба                | 19.04.2016 |      | 40                         | 3           |         | 14  |                                                                                | 57         |
| Онтарио                 | 7.06.2018  |      | 76                         | 7           | 1       | 40  |                                                                                | 124        |
| Квебек                  | 1.10.2018  |      |                            | 31          |         |     | 74 (Коалиция за будущее Квебека) 10 (Солидарный Квебек) 10 (Квебекская партия) | 125        |
| Нью-Брансуик            | 25.09.2018 |      | 22                         | 21          | 3       |     | 3 (Народный альянс)                                                            | 49         |
| Новая Шотландия         | 30.05.2017 |      | 17                         | 27          |         | 7   |                                                                                | 51         |
| Остров Принца Эдуарда   | 4.05.2015  |      | 8                          | 18          | 1       |     |                                                                                | 27         |
| Ньюфаундленд и Лабрадор | 30.11.2015 |      | 7                          | 31          |         | 2   |                                                                                | 40         |
| Юкон                    | 7.11.2016  |      |                            | 11          |         | 2   | 6 (Партия Юкона)                                                               | 19         |

В Нунавуте нет политических партий, Законодательное собрание территории работает по принципу «независимого консенсусного правительства». В Северо-Западных территориях политические партии были распущены в 1905.